# Neritos maculosa
Neritos maculosa là một loài bướm đêm thuộc phân họ Arctiinae, họ Erebidae.